# Književnost u 1942.
◄◄ | ◄ | 1939. | 1940. | 1941. | 1942.  | 1943. | 1944. | 1945. | ► | ►►
Arhitektura • Astronautika • Astronomija • Biologija • Film • Fotografija • Glazba • Kazalište • Kemija • Kiparstvo • Knjige • Književnost • Kršćanstvo • Meteorologija • Medicina • Planinarstvo • Politika • Pravo • Promet • Slikarstvo • Strip • Šport • Televizija • Znanost • Zrakoplovstvo • Željeznički promet
Književnost u 1942.

## Svijet

### Književna djela
- Mit o Sizifu Alberta Camusja
- Stranac Alberta Camusja

### Smrti
- 23. veljače – Stefan Zweig, austrijski književnik (* 1881.)
- 28. lipnja – Janka Kupala, bjeloruski književnik (* 1882.)

## Hrvatska i u Hrvata

### Smrti
- 30. lipnja – Mihovil Pavlek Miškina,  hrvatski književnik, političar (* 1887.)

## Vanjske poveznice
|  | Zajednički poslužitelj ima još gradiva o temi Književnost u 1942. |